# Johann Aegidius Bach
Johann Aegidius Bach (Erfurt, 9 febbraio 1645 – Erfurt, 1716) è stato un organista, violinista e direttore d'orchestra tedesco.
Era lo zio di Johann Sebastian Bach, il figlio di Johannes Bach, e il padre del compositore Johann Bernhard Bach. Fu violinista e interprete nell'orchestra Stadtmusikanten Kompagnie di Erfurt. Era organista presso la Kaufmannskirche e la Michaeliskirche; Il 30 giugno 1682 è stato nominato direttore del Ratsmusik.